# 동쪽으로
《동쪽으로》는 매주 수요일 봉봉이 다음 웹툰에서 연재하는 웹툰이다.